# Werner von Haeften
Werner Karl von Haeften (9. října 1908, Berlín – 21. července 1944, Berlín, Ministerstvo války) byl německý právník a důstojník Wehrmachtu, který se jako jeden z organizátorů podílel na neúspěšném atentátu na Adolfa Hitlera 20. července 1944.

## Život
Vystudoval právnickou školu. Za druhé světové války byl právním poradcem.
V roce 1943 byl převelen na ministerstvo generálplukovníka Friedricha Olbrichta, který byl jedním z hlavních představitelů operace Valkýra, jež měla za úkol svrhnout Hitlerovu nacistickou vládu a nastolit mír se Spojenci.
Von Haeften se okamžitě přidal ke spiknutí. Podílel se přímo na atentátu z 20. července 1944, když doprovodil plukovníka Clause Schenka von Stauffenberg do Vlčího doupěte a poté mu pomohl aktivovat bombu. Po selhání akce Valkýra zůstal jako jeden z malé skupinky lidí, kteří zůstali Stauffenbergovi věrní. Za tyto činy byl in memoriam prohlášen hrdinou německého odboje proti tyranii Třetí říše.
Rozsudkem válečného soudu, svolaného Friedrichem Frommem, byl odsouzen k okamžité popravě. Společně s Friedrichem Olbrichtem, Stauffenbergem a Albrechtem Mertzem von Quirnheim odveden na dvůr říšského ministerstva války, tzv. Bendlerstrasse, kde se jako projev cti vrhl vstříc kulkám, letícím na Stauffenberga. Kulky ale zabily oba dva naráz.
Jeho život skončil 21. července 1944 několik minut po půlnoci.